# ラチェット (ラチェット&クランク)
ラチェット（Ratchet）は、ソニー・コンピュータエンタテインメントのゲームソフト『ラチェット&クランク』シリーズの主人公として登場する架空の人物。声優は津村まこと。

## キャラクター概要
メカが大好きな少年。一人称は「オイラ」（漫画では「おれ」）。性格はマイペースで悪戯好きなお調子者だが、根は熱い正義感の持ち主。趣味は機械いじりとカラオケ、レンチゴルフ。
ポララ銀河の惑星ファストゥーンに生息する種族「ロンバックス族」の生き残りである。
運動神経が高く、武器の扱いにも長けており、レンチ型の武器・オムレンチやガラメカを手に敵を倒していく。また、宇宙船や戦闘機などの操縦も相当な腕前を持つ。

## 制作
ラチェットは、初代『Ratchet & Clank』のために最初に考案されたキャラクターである。Insomniac Gamesのプログラミング担当副社長であるブライアン・ヘイスティングスは、宇宙を旅する爬虫類型のエイリアンで、ゲームを進めるうちにさまざまな武器を集めていく存在としてラチェットを構想した。しかし、その後、犬やネズミ、猫科の動物など様々な陸上生物を参考にした結果、敏捷性を連想させる猫科の特徴を最終的にラチェットのデザインに採用したのである。
ラチェットの性格は基本的に頑固で自己主張が強く、自分の意見をはっきりと述べることをためらわない。初代作品においてその性格が批評家から否定的に受け止められたことを受け、『ラチェット&クランク2 ガガガ!銀河のコマンドーっす』ではラチェットの性格が見直され、傲慢さが抑えられ、クランクに対してより友好的になり、ストレスの多い状況でも衝動的にならずに冷静に対応できるように変更された。
英語版では、初代のラチェットの声はマイキー・ケリーが担当し、2作目以降はジェームズ・アーノルド・テイラーが務めている。ラチェットはおおむね好評であり、2000年代のトップキャラクターとして『Game Informer』の読者投票で16位に選ばれ、『Guinness World Records Gamer’s Edition』の読者投票では歴代の人気ビデオゲームキャラクターの中で15位にランクインしている。
批評家はラチェットのキャラクター開発の進展や、特にゲーム内モデルの顔の表情や毛並みのリアリズムを高く評価した。一方で性格については賛否が分かれており、『GameSpy』のベンジャミン・ターナーはラチェットを無礼で道徳的でないと批判し、むしろクランクを主人公に据えるべきだと述べている。これに対し、『GameRevolution』のジョニー・リウはラチェットの「ブルーカラー的な態度」を評価しつつも、キャラクターの掘り下げが不十分であると指摘している。
その後の批評では、ラチェットがより寛容で親しみやすくなったことが認められ、新しい声優の起用がプレイヤーの印象を刷新する効果をもたらしたと評価されている。

## 関連キャラクター
クランク
ラチェットの冒険のパートナーにして親友。
キャプテン・クォーク
ラチェットの仲間。当初はラチェットの憧れのスーパーヒーローであったが、BBBがスポンサーであったためにラチェットたちと敵対していた。その後、なにかとラチェットたちに迷惑をかける。
アンジェラ
『ラチェット&クランク2 ガガガ!銀河のコマンドーっす』に登場した、ロンバックス族の生き残りの女性。元メガコープの社員で、メガコープの開発中の商品「プロトペット」が凶暴化する問題を制止しようと盗賊に成り済まし、プロトペットを盗み出す。最初はラチェットたちと敵対していたが、その後は彼らに協力する。海外版では、ラチェットと結婚している。
アリスター・アジマス将軍
『ラチェット&クランク FUTURE2』に登場した、ロンバックス族の生き残り。発明家に成り済ましていたタキオンに加担してしまったせいで、襲撃から逃げ遅れた多くのロンバックスがタキオン軍に虐殺されてしまい、その罰として種族から追放された。ベラ・セクターの惑星トレンIVのモルクロムバスに隠居していたが、ラチェットと出会い、「ロンバックス族の復活」を目標に協力する。

### 血縁関係
ケイデン
ロンバックス族の戦士で、ラチェットの父親。ポララ銀河の惑星ファストゥーンで次元間転位装置「ディメンジョネイター」を守護を務めていたが、タキオンの軍勢から守るためにファストゥーンに残り、殺されてしまう

## 来歴
ポララ銀河の惑星ファストゥーンに住むロンバックス族の戦士・ケイデンの息子として誕生する。しかし、発明家に成り済ましていたクラグマイツ族の帝王タキオン率いる軍勢の襲撃を受け、ケイデンが発動させた次元間転位装置「ディメンジョネイター」によって避難させられた結果、生き残ったロンバックス族と共にタキオンによる虐殺からまぬがれる。
その後、ズガガ銀河の辺境の惑星ベルディンで一人暮らしを始める。銀河では大人気のヒーローキャプテン・クォークに憧れ、独学で宇宙船を製造するが、それを動かすのに必要なロボット起動システムがなかったために途方に暮れていたところ、敵ロボットに追われていたロボット・クランクに出会う。
BBBの野望を阻止したことで一躍ヒーローとなったが、それから1年間で「あのヒーローは今!?」に出演するほど忘れ去られてしまう。しかし、ガガガ銀河のメガコープ社の会長フィジージェットによって呼び出され、開発中の商品「プロトペット」を謎の盗賊から奪還することを条件に、コマンドーとして雇われる。
プロトペットのDNA問題の解決から1年後、故郷ベルディンがDr.ネファリウスが率いるティラノイド族の襲撃を受けている情報を聞いてズガガ銀河に舞い戻り、ガラクチックレンジャーの隊長を任される。
ネファリウスの野望を打ち破った後、その活躍と人気が仇となり、クランクとアルと共にグリーマン・ヴォックスによって銀河ステーション・バトルドームに連れ去られ、彼が主催するテレビ番組『ドレッドゾーン』へ出演することになる。
ヴォックスの野望を打ち砕き、バトルドームから脱出した後、惑星ポクタルのホワイリゾートでバカンスを満喫していたところを無邪気な少女ルナに出会い、そこに現れた謎のロボットによって連れ去られた彼女の後を追う。
テクノマイトの一件後、クロンクの罠に掛かり、彼の発明したメカに操られて無限の瞳を盗んだ泥棒に仕立て挙げられ、刑務所に入れられてしまうも、クランクの活躍でクロンクが倒されたことにより、無実が証明され、無事に釈放される。
その後はクランクと共に惑星ケルバンのメトロポリスで暮らしていたところをタキオン率いるクログマイツ族に襲撃される。その後、ネファリウスの策略によりクランクがゾニーによって連れ去られ、彼の行方を探るために惑星メルデグロにてダークウォーターと出会い、惑星トレンIVにてロンバックス族の生き残りアリスター・アジマスの協力を経てクランクと再会し、ネファリウスの野望を打ち砕いた。

## 技
コメットブーメラン
オムレンチをブーメランのように投げつけ、敵を攻撃する。
オーバーヘッドストライク
ジャンプした後、敵の頭上を目掛けてオムレンチを叩きつける。『2』からは、あるアイテムを入手することで、箱や電灯などの周囲の対象物を一気に破壊できる。